# Barbara Boisits
Barbara Boisits (* 31. Oktober 1961 in Kapfenberg) ist eine österreichische Musikwissenschaftlerin, Autorin und Herausgeberin.

## Leben
Barbara Boisits wurde am 31. Oktober 1961 in Kapfenberg geboren, wo sie auch ihre Schulausbildung erhielt. Nach dem Besuch des Gymnasiums in ihrer Heimatstadt studierte sie ab 1980 Musikwissenschaft (bei Rudolf Flotzinger) und Kunstgeschichte an der Universität Graz. Ihre Studien schloss sie 1989 als Mag. phil. ab und promovierte 1996 mit der Dissertation Coelestin Vivell, ein Choralforscher aus dem Stift Seckau (Steiermark) (1995) zum Dr. phil. Bereits ab dem Jahr 1991 gehörte sie, anfangs noch als Vertragsassistentin und ab 1992 als wissenschaftliche Mitarbeiterin, dem Institut für Alte Musik und Aufführungspraxis der Kunstuniversität Graz an und erhielt für 1992/93 einen Werkvertrag zum Aufbau eines Archivs an der Kunstuniversität Graz. Von 1994 bis 1999 war sie Mitarbeiterin des interdisziplinären FWF-Spezialforschungsbereiches Moderne – Wien und Zentraleuropa um 1900 an ihrer Alma Mater, der Universität Graz. Im Wintersemester 1996/97 hatte sie einen Lehrauftrag am Institut für Kirchenmusik der Kunstuniversität Graz und im Wintersemester 1998/99 hatte sie einen Lehrauftrag am Institut für Soziologie der Karl-Franzens-Universität Graz.
Seit 1999 ist Boisits eine Mitarbeiterin der Kommission für Musikforschung der Österreichischen Akademie der Wissenschaften. Nachdem aus der Kommission die Abteilung Musikwissenschaft hervorgegangen war, wurde sie mit 1. Jänner 2013 deren Leiterin und zudem stellvertretende Direktorin des neu geschaffenen Instituts für kunst- und musikhistorische Forschungen. Ab 1. Jänner 2018 bis zur Auflösung des Instituts mit 31. Dezember 2019 war sie interimistische Institutsdirektorin. Seit 2020 ist die gebürtige Kapfenbergerin Leiterin der Abteilung Musikwissenschaft des Austrian Centre for Digital Humanities and Cultural Heritage (ACDH-CH) mit Sitz in Wien. Von 2002 bis 2014 lehrte Boisits als Universitätsdozentin an der Universität für Musik und darstellende Kunst Wien, an der sie 2003/04 zudem eine Gastprofessur innehatte. 2010 wurde sie im Fach Historische Musikwissenschaft an der Musikuniversität Wien habilitiert. Zwischen 2009 und 2014 hatte sie Lehraufträge im Rahmen des Lehrgangs Kulturpädagogik an der Pädagogischen Hochschule Niederösterreich. Darüber hinaus war Boisits von Herbst 2014 bis zum 31. Dezember 2018 Vizerektorin für Forschung der Kunstuniversität Graz. Seit Juli 2019 ist sie Vizepräsidentin der Internationalen Gustav Mahler Gesellschaft, als deren Präsident Peter Revers in Erscheinung tritt. Ebenfalls seit 2019 ist Boisits ein Mitglied des wissenschaftlichen Beirats der Neuen Anton Bruckner Gesamtausgabe.
Zu ihren Forschungsschwerpunkten zählen vor allem die Geschichte der Musikwissenschaft, ästhetischen Frage, Themen der österreichischen Musikgeschichte, speziell des 19. und 20. Jahrhunderts, und kulturwissenschaftliche Aspekte musikhistorischer Forschung. Eng arbeitet sie auch mit ihrem ehemaligen Professor Rudolf Flotzinger bei der Erstellung des Oesterreichischen Musiklexikons zusammen. Mit 1. November 2021 übernahm Boisits die Herausgeberschaft des Oesterreichischen Musiklexikons. Neben diversen Publikationen seit den späten 1990er bzw. frühen 2000er Jahren verfasste Boisits auch zahlreiche Beiträge in Tagungsbänden und Fachzeitschriften. Von 2004 bis 2008 war sie Mitherausgeberin der Neuen Beiträge zur Aufführungspraxis und von 2006 bis 2012 war sie außerdem Mitherausgeberin der Musicologica Austriaca, der seit 1977 bestehenden Jahresschrift der Österreichischen Gesellschaft für Musikwissenschaft (ÖGMW), deren Präsidiumsmitglied sie von 2005 bis 2013 war. Von 2005 bis 2008 war sie auch im Fachbeirat der Enzyklopädie Die Musik in Geschichte und Gegenwart, kurz MGG, und in diesem für den Fachbereich Österreich bis 19. Jahrhundert zuständig. Seit 2007 ist sie ein Mitglied der Study Group Music and Cultural Studies / Musik und Kulturwissenschaft der International Musicological Society (IMS), seit 2013 ein Mitglied des wissenschaftlichen Beirates der Musicologica Austriaca und seit 2014 Fachbeirätin der MGG online (Fachgebiet Österreich). Neben ihrer Mitgliedschaft bei der Österreichischen Gesellschaft für Musikwissenschaft ist Boisits auch noch Mitglied der Johann-Joseph-Fux-Gesellschaft und der Internationalen Hans Rott Gesellschaft.

## Herausgeberschaften (Auswahl)
- 1998/1999/2000: Das Ende der Eindeutigkeit. Zur Frage des Pluralismus in Moderne und Postmoderne (gemeinsam mit Peter Stachel)
- 2000: Einheit und Vielheit. Organologische Denkmodelle in der Moderne (gemeinsam mit Sonja Rinofner-Kreidl)
- 2006: Tanz im Biedermeier. Ausdruck des Lebensgefühls einer Epoche (gemeinsam mit Klaus Hubmann)
- 2009: Alte Musik in Österreich. Forschung und Praxis seit 1800  (gemeinsam mit Ingeborg Harer)
- 2009: Sapienti numquam sat. Rudolf Flotzinger zum 70. Geburtstag (gemeinsam mit Cornelia Szabó-Knotik)
- 2010: Musik und Wissenschaft. Kategorien des Denkens über Musik in Österreich im 19. und frühen 20. Jahrhundert
- 2013: Musik und Revolution. Die Produktion von Identität und Raum durch Musik in Zentraleuropa 1848/49
- 2014: Luka Sorkočević – ein komponierender Diplomat aus Dubrovnik im josephinischen Wien (gemeinsam mit Zdenka Weber)